# جان فيليب غراند
جان فيليب غراند (بالفرنسية: Jean-Philippe Grand)‏ هو سائق سيارة سباق فرنسي، ولد في 25 سبتمبر 1953 في شينون في فرنسا.

## روابط خارجية
- جان فيليب غراند على موقع DriverDB.com (الإنجليزية)